# Ceracia africana
Ceracia africana là một loài ruồi trong họ Tachinidae.